# Afrapia
Afrapia é um gênero extinto de vespa que existiu na atual Botswana, durante o período Cretáceo. Esse gênero contém as espécies Afrapia globularis e Afrapia variicornis.